# Donald Tosh
Pour les articles homonymes, voir Tosh.
Donald Tosh (16 mars 1935 - 3 décembre 2019) est un scénariste britannique de la BBC qui a supervisé plusieurs séries durant les années 1960 et 70.

## Carrière
Après avoir travaillé au théâtre, il rejoint la station de télévision Granada TV et travaille sur plusieurs séries télé ainsi que sur un projet de soap opéra qui s'avère devenir l'ébauche de Coronation Street.
Au milieu des années 1960, il est nommé sur plusieurs séries au poste de script editor oustory editor, un terme qui n'existe que dans la télévision anglaise et qui pourrait se traduire par « responsable des scénarios ». Occupant la place de ce qu'on appelle plus tard le showrunner, le script editor est chargé de surveiller l'écriture des scripts et de les modifier afin que la série puisse garder une forme d'unité. Il devient ainsi script editor en 1964 sur la série Compact (en) avant de travailler en 1965 pour  Doctor Who. Arrivant à la suite de Dennis Spooner, Donald Tosh s'associe avec le producteur John Wiles afin de faire de Doctor Who une série plus « sérieuse » quitte à réécrire lui-même l'épisode « The Massacre of St Bartholomew's Eve » ce qui lui vaut des conflits avec le scénariste John Lucarotti. À la suite des conflits lors de la production du serial  « The Daleks' Master Plan » (l'un des plus longs que la série ait connu) il quitte la série après avoir supervisé quatre scénarios.
Script éditor sur les séries Sherlock Holmes et Ryan International, Tosh quitte la télévision au milieu des années 1970 pour travailler pour l'English Heritage et vit actuellement dans un village reculé du Suffolk.

## Filmographie (comme scénariste)
- 1965 : Doctor Who (série télévisée) : (Saison 3)
- 1967 : Mystery Hall (série télévisée) : (Saison 1)
- 1968 : Sherlock Holmes (série télévisée) : (Saison 2)

## Filmographie (comme script éditor)
- 1964 : Compact (en) (série télévisée) : (Saison 1)
- 1965 : Doctor Who (série télévisée) : (Saison 3)
- 1968 : Sherlock Holmes (série télévisée) : (Saison 2)
- 1970 : Ryan International (série télévisée) : (Saison 1)

## Source
- (en) Cet article est partiellement ou en totalité issu de l’article de Wikipédia en anglais intitulé « Donald Tosh » (voir la liste des auteurs).